# Mike Pyle
Mike Wayne Pyle, född 18 september 1975 i Dresden i Tennessee, är en amerikansk före detta MMA-utövare som 2009–2018 tävlade i organisationen Ultimate Fighting Championship.